# Haro, La Rioja
Haro, La Rioja tỉnh và cộng đồng tự trị La Rioja, phía bắc Tây Ban Nha. Đô thị này có diện tích là 40,53 ki-lô-mét vuông, dân số năm 2009 là 11960 người với mật độ 295,09 người/km². Đô thị này có cự ly 44 km so với Logroño.